# Karlikowo (gromada)
Karlikowo – dawna gromada, czyli najmniejsza jednostka podziału terytorialnego Polskiej Rzeczypospolitej Ludowej w latach 1954–1972.
Gromady, z gromadzkimi radami narodowymi (GRN) jako organami władzy najniższego stopnia na wsi, funkcjonowały od reformy reorganizującej administrację wiejską przeprowadzonej jesienią 1954 do momentu ich zniesienia z dniem 1 stycznia 1973, tym samym wypierając organizację gminną w latach 1954–1972.
Gromadę Karlikowo z siedzibą GRN w Karlikowie utworzono – jako jedną z 8759 gromad na obszarze Polski – w powiecie wejherowskim w woj. gdańskim na mocy uchwały nr 26/III/54 WRN w Gdańsku z dnia 5 października 1954. W skład jednostki weszły obszary dotychczasowych gromad Karlikowo, Kartoszyno, Lubocino i Tyłowo, ponadto części dotychczasowych gromad: Sobieńczyce (obręb katastralny Darżlubie-Las – karta mapy 2, parcel Nr Nr 2–21 i 24) i Świecino (miejscowości Świecino, Czechy, Dąbrówka, Zielony Dwór i Robakowski Młyn, część obszaru obrębu Połchówko – karta mapy 1, parcele Nr Nr: 27, 28, 29, 49, 50, 51, 52, 53, 55, 56, 66 – część, 68, 74/26, 75/26, 79/48, 80/47, 84/23, 85/26 i 86/54) ze zniesionej gminy Krokowa w tymże powiecie. 
13 listopada 1954 (z mocą obowiązującą od 1 października 1954) gromada weszła w skład nowo utworzonego powiatu puckiego w tymże województwie, gdzie ustalono dla niej 11 członków gromadzkiej rady narodowej.
1 stycznia 1962 gromadę zniesiono, a jej obszar włączono do gromady Krokowa w tymże powiecie.